# Nadieżda Grinfeld
Nadieżda Jewgienijewna Grinfeld z d. Königschatz, Kenigszac (ur. 1887 w Kiszyniowie, zm. 1918 lub po tej dacie) – mołdawska i rosyjska działaczka polityczna pochodzenia żydowskiego, mienszewiczka, jedna z dwóch kobiet deputowanych do mołdawskiej Rady Kraju.

## Życiorys
Była córką adwokata Jewgienija Königschatza i Olgi Bernstein, kierowniczki dziennego przytułku dla sierot w Kiszyniowie. W wieku szesnastu lat, w 1903 r., wstąpiła do kiszyniowskiego okręgu Bundu, następnie została członkinią Socjaldemokratycznej Partii Robotniczej Rosji. Należała do frakcji mienszewickiej. Działała w organizacjach mienszewików w Odessie, Kijowie, Petersburgu i Kronsztadzie. Następnie wróciła do Kiszyniowa, gdzie była liderką miejscowych mienszewików.
Jesienią 1917 r. została wybrana na członkinię Rady Kraju – parlamentu Besarabii, która otrzymała po rewolucji lutowej autonomię w ramach państwa rosyjskiego. Była jedną z sześciu przedstawicieli besarabskich Żydów (wybory odbywały się według klucza etnicznego) i jedną z dwóch, obok Eleny Alistar, kobiet zasiadających w Radzie.
W Radzie Kraju sprzeciwiała się przyłączeniu Besarabii do Rumunii, do czego dążyła frakcja narodowa w parlamencie i co poparła frakcja eserów, pod wpływem obaw o wzrost wpływów bolszewików i z uwagi na panujący w kraju chaos. Według części źródeł w styczniu 1918 r., po interwencji rumuńskiej w Besarabii, Grinfeld, razem z deputowanymi Wasilijem Rudjewem, Fiodorem Kotarosem, Dmitrijem Prachnickim, Iwanem Pancyrem, Nikołajem Kowsanem i Piotrem Czumaczenką podjęła próbę ucieczki za Dniestr. Cała grupa została jednak zatrzymana przez rumuńskich żandarmów i rozstrzelana na miejscu. Według innych Grinfeld została zmuszona do wyjazdu do Rosji Radzieckiej po tym, gdy Besarabia została włączona do Królestwa Rumunii, a jej data śmierci jest nieznana.
Nadieżda Grinfeld (jako Frida Kenigszac) i jej ojciec zostali przedstawieni w powieści Siemiona Rieznika "Krowawaja karusel' ", opowiadającej o pogromie kiszyniowskim 1903 r.
Była zamężna z Piotrem Grinfeldem, również działaczem socjalistycznym. Miała syna Lwa (ur. 1908). 